# Dendrocnide corallodesme
Dendrocnide corallodesme là loài thực vật có hoa trong họ Tầm ma. Loài này được (Lauterb.) Chew mô tả khoa học đầu tiên năm 1965.